# Mistrovství světa ve sportovním lezení
Mistrovství světa ve sportovním lezení (anglicky: IFSC Climbing World Championships, francouzsky: Championnats du monde d'escalade, italsky: Campionato del mondo di arrampicata, německy: Kletterweltmeisterschaft) jsou dvouletá mistrovství světa ve sportovním lezení, pořádané Mezinárodní federací sportovního lezení (IFSC), střídají se s kontinentálními šampionáty. Tato událost určuje mužské a ženské mistry světa ve třech disciplínách: lezení na obtížnost, lezení na rychlost a bouldering.
Pro mládež a juniory IFSC pořádá také Mistrovství světa juniorů ve sportovním lezení. Univerzity pořádají Akademické mistrovství světa, Český horolezecký svaz Mistrovství České republiky v soutěžním lezení, UIAA pořádá v zimě Mistrovství světa v ledolezení.

## Historie
V roce 1991 zorganizovala Mezinárodní horolezecká federace UIAA (Union Internationale des Associations d'Alpinisme) první mistrovství světa pouze ve dvou disciplínách: obtížnost a rychlost. V roce 1997 byla pod UIAA založena pro účely závodů ICC (International Council for Competition Climbing), později v roce 2007 se osamostatnila jako Mezinárodní federace sportovního lezení IFSC (International Federation of Sport Climbing).
V roce 2012 došlo k posunu ve střídání konání mistrovství světa s mistrovstvím Evropy - Mistrovství světa se konalo v roce 2011 i v roce 2012 jako ukázka lezení pro nominaci na LOH mezi nové sporty, mistrovství Evropy až o rok později v roce 2013. V roce 2019 se konalo mistrovství o rok dříve (tři disciplíny i kombinace), kombinace jako první kvalifikační závody na olympijské hry 2020. V České republice zastřešuje soutěžní lezení Český horolezecký svaz.
Šampionát 2014 se konal ve dvou termínech a městech, mistrovství světa v boulderingu (anglicky: IFSC Boulder World Championships, německy: Boulder-Weltmeisterschaft) proběhlo v Mnichově. V roce 2019 proběhlo mistrovství tělesně postižených lezců ve francouzském Briançonu.

### Češi na MS
První medaili (stříbrnou) získal již v roce 1995 Milan Benian v disciplíně lezení na rychlost. Prvním mistrem světa ve sportovním lezení se stal Tomáš Mrázek (obtížnost) v roce 2003 a titul obhájil také o dva roky později, na stupních vítězů stál v této disciplíně čtyřikrát po sobě v letech 2001–2007. Po něm převzal štafetu Adam Ondra, který byl na stupních vítězů jedenáctkrát během sedmi závodů v letech 2009–2019 ve dvou disciplínách (obtížnost a bouldering) a v kombinaci. V roce 2014 se stal dvojnásobným mistrem světa (obtížnost i bouldering), za což získal mezinárodní ocenění sportovec roku 2014 od Mezinárodní federace neolympijských sportů (IWGA). Následující ročník 2016 obhájil titul mistra pouze v obtížnosti a v boulderingu skončil druhý, v roce 2018 byl dvakrát vicemistrem, v roce 2019 opět mistrem v obtížnost (a tak získal historicky nejvíce medailí od doby Françoise Legranda, v jedné disciplíně má více pouze Čung Čchi-sin 4).
Dále se na stupních vítězů objevili Martin Stráník v roce 2007 (bouldering, 2. místo), Libor Hroza (rychlost 2. místo) v roce 2012. V roce 2019 se stal třetím českým vicemistrem světa v lezení na rychlost Jan Kříž. Jedinou českou ženou na stupních vítězů byla Věra Kotasová-Kostruhová v roce 2005 (bouldering, 3. místo).
Nejúspěšnější pro českou reprezentaci byly tedy roky 1995, 2005, 2014, 2016, 2018 a 2019.
Níže je souhrn pouze medailových umístění na MS, o celém závodním lezení včetně ostatních závodů i umístění dalších českých reprezentantů zde pojednává obšírněji článek Závody ve sportovním lezení a jednotlivé ročníky MS.
Čeští lezci Adam Ondra a Tomáš Mrázek patří mezi pět nejúspěšnějších mužských medailistů na tomto mistrovství. V roce 2018 se do finále ve stejné disciplíně (obtížnost) poprvé dostali dva čeští reprezentanti Adam Ondra a Jakub Konečný (skončili 2. a 6.–7. z deseti).

### Přehled mistrovství
|       | Rok  | Místo      | Datum                    | Disciplíny | Disciplíny | Disciplíny | Disciplíny | Disciplíny | Disciplíny | Závodníci | Země | Web                   | Odkaz  |
| počet | Rok  | Místo      | Datum                    | obtížnost  | rychlost   | boulder    | kombinace  | para       |            | Závodníci | Země | Web                   | Odkaz  |
| ----- | ---- | ---------- | ------------------------ | ---------- | ---------- | ---------- | ---------- | ---------- | ---------- | --------- | ---- | --------------------- | ------ |
| I.    | 1991 | Frankfurt  | 2. říjen                 | 2          | •          | •          |            |            |            | 110       | 22   |                       | [ 3 ]  |
| II.   | 1993 | Innsbruck  | 30. duben                | 2          | •          | •          |            |            |            | 127       | 23   | [ 4 ]                 |        |
| III.  | 1995 | Ženeva     | 6. květen                | 2          | •          | •          |            |            |            | 135       | 24   | [ 5 ]                 |        |
| IV.   | 1997 | Paříž      | 1. únor                  | 2          | •          | •          |            |            |            | 153       | 26   | [ 6 ]                 |        |
| V.    | 1999 | Birmingham | 3. prosinec              | 2          | •          | •          |            |            |            | 180       | 30   | [ 7 ]                 |        |
| VI.   | 2001 | Winterthur | 5.–8. září               | 3          | •          | •          | •          |            |            | 198       | 25   | [ 8 ]                 |        |
| VII.  | 2003 | Chamonix   | 9.–13. červenec          | 3          | •          | •          | •          |            |            | 241       | 34   | [ 9 ]                 |        |
| VIII. | 2005 | Mnichov    | 1.–5. červenec           | 3          | •          | •          | •          |            |            | 318       | 51   | [ 10 ]                |        |
| IX.   | 2007 | Avilés     | 17.–23. září             | 3          | •          | •          | •          |            | •          | 302       | 50   | [ 11 ]                |        |
| X.    | 2009 | Si-ning    | 30. červen - 5. červenec | 4          | •          | •          | •          |            | •          | 219       | 44   | [ 12 ]                |        |
| XI.   | 2011 | Arco       | 15.–24. červenec         | 4          | •          | •          | •          |            | •          | 374       | 56   | [ 13 ]                |        |
| XII.  | 2012 | Paříž      | 12.–16. září             | 4          | •          | •          | •          |            | •          | 331       | 56   | [ 14 ]                |        |
| XIII. | 2014 | Mnichov    | 21.–23. srpen            | 1          |            |            | •          |            |            | 509       | 52   | alpenverein.de        | [ 15 ] |
| XIII. | 2014 | Gijón      | 8.–14. září              | 3          | •          | •          |            |            | •          | 509       | 52   | med.gijon.es          | [ 15 ] |
| XIV.  | 2016 | Paříž      | 14.–18. září             | 4          | •          | •          | •          |            | •          |           |      | worldclimbing2016.com | [ 16 ] |
| XV.   | 2018 | Innsbruck  | 6.–16. září              | 5          | •          | •          | •          | •          | •          |           |      |                       | [ 16 ] |
| XVI.  | 2019 | Briançon   | 18. července             | 1          |            |            |            |            | •          |           |      |                       |        |
| XVI.  | 2019 | Hačiódži   | 11.–21. srpna            | 4          | •          | •          | •          | •          |            |           |      |                       |        |
| XVII. | 2021 | Moskva     |                          |            |            |            |            |            |            |           |      |                       |        |

## Výsledky mužů

### Obtížnost
| Rok  | zlato                    | stříbro                  | bronz                                     |
| ---- | ------------------------ | ------------------------ | ----------------------------------------- |
| 1991 | François Legrand         | Júdži Hirajama           | Guido Köstermeyer                         |
| 1993 | François Legrand         | Stefan Glowacz           | Júdži Hirajama                            |
| 1995 | François Legrand         | Arnaud Petit             | Elie Chevieux                             |
| 1997 | François Petit           | Chris Sharma             | François Legrand                          |
| 1999 | Bernardino Lagni         | Júdži Hirajama           | Maxym Petrenko                            |
| 2001 | Gérome Pouvreau          | Tomáš Mrázek             | François Petit                            |
| 2003 | Tomáš Mrázek             | Patxi Usobiaga Lakunza   | David Caude                               |
| 2005 | Tomáš Mrázek             | Patxi Usobiaga Lakunza   | Alexandre Chabot                          |
| 2007 | Ramón Julián Puigblanque | Patxi Usobiaga Lakunza   | Cédric Lachat Tomáš Mrázek Jorg Verhoeven |
| 2009 | Patxi Usobiaga Lakunza   | Adam Ondra               | David Lama                                |
| 2011 | Ramón Julián Puigblanque | Jakob Schubert           | Adam Ondra                                |
| 2012 | Jakob Schubert           | Sean McColl              | Adam Ondra                                |
| 2014 | Adam Ondra               | Ramón Julián Puigblanque | Sači Amma                                 |
| 2016 | Adam Ondra               | Jakob Schubert           | Gautier Supper                            |
| 2018 | Jakob Schubert           | Adam Ondra               | Alexander Megos                           |
| 2019 | Adam Ondra               | Alexander Megos          | Jakob Schubert                            |

- Adam Ondra (7):  2014, 2016, 2019;  2009, 2018;  2011, 2012
- François Legrand (4):  1991, 1993, 1995;  1997
- Jakob Schubert (4):  2012, 2018;  2011, 2016;  2019
- Tomáš Mrázek (4):  2003, 2005;  2001;  2007
- Ramón Julián Puigblanque (3):  2007, 2011;  2014
- Patxi Usobiaga Lakunza (4):  2009;  2003, 2005, 2007
- Júdži Hirajama (3):  1991, 1999;  1993

### Rychlost
| Rok  | zlato                     | stříbro                   | bronz                     |
| ---- | ------------------------- | ------------------------- | ------------------------- |
| 1991 | Hans Florine              | Jacky Godoffe             | Kairat Rachmetov          |
| 1993 | Vladimir Něcvetajev       | Serik Kazbekov            | Jevhen Kryvošejcev        |
| 1995 | Andrij Vedenmejer         | Milan Benian              | Vladimir Něcvetajev       |
| 1997 | Daniel Andrada            | Jevhen Kryvošejcev        | Dmitri Bytchkov           |
| 1999 | Volodymyr Zacharov        | Vladimir Něcvetajev       | Alexei Gadeev             |
| 2001 | Maksym Stenkovyj          | Volodymyr Zacharov        | Tomasz Oleksy             |
| 2003 | Maksym Stenkovyj          | Tomasz Oleksy             | Alexandr Pěšechonov       |
| 2005 | Jevgenij Vajcechovskij    | Maksym Stenkovyj          | Sergej Sinicyn            |
| 2007 | Čung Čchi-sin             | Manuel Escobar            | Sergej Sinicyn            |
| 2009 | Čung Čchi-sin             | Alexandr Nigmatulin       | Ivan Novikov              |
| 2011 | Čung Čchi-sin             | Stanislav Kokorin         | Danyjil Boldyrev          |
| 2012 | Čung Čchi-sin             | Libor Hroza               | Dmitrij Timofejev         |
| 2014 | Danyjil Boldyrev          | Stanislav Kokorin         | Reza Alipourshenazandifar |
| 2016 | Marcin Dzieński           | Reza Alipourshenazandifar | Alexandr Šikov            |
| 2018 | Reza Alipourshenazandifar | Bassa Mawem               | Stanislav Kokorin         |
| 2019 | Ludovico Fossali          | Jan Kříž                  | Stanislav Kokorin         |

- Čung Čchi-sin (4):  2007, 2009, 2011, 2012
- Maksym Stenkovyj (3):  2001, 2003;  2005
- Vladimir Něcvetajev (3):  1993;  1999;  1995
- Reza Alipourshenazandifar (3):  2018;  2016;  2014
- Stanislav Kokorin (4):  2011, 2014;  2018, 2019

### Bouldering
| Rok  | zlato                | stříbro           | bronz           |
| ---- | -------------------- | ----------------- | --------------- |
| 2001 | Mauro Calibani       | Frédéric Tuscan   | Christian Core  |
| 2003 | Christian Core       | Jérôme Meyer      | Tomasz Oleksy   |
| 2005 | Salavat Rachmetov    | Kilian Fischhuber | Gérome Pouvreau |
| 2007 | Dmitrij Šarafutdinov | Martin Stráník    | Cédric Lachat   |
| 2009 | Alexej Rubcov        | Rustam Gelmanov   | David Barrans   |
| 2011 | Dmitrij Šarafutdinov | Adam Ondra        | Rustam Gelmanov |
| 2012 | Dmitrij Šarafutdinov | Kilian Fischhuber | Rustam Gelmanov |
| 2014 | Adam Ondra           | Jernej Kruder     | Jan Hojer       |
| 2016 | Tomoa Narasaki       | Adam Ondra        | Manuel Cornu    |
| 2018 | Kai Harada           | Čchon Čong-won    | Gregor Vezonik  |
| 2019 | Tomoa Narasaki       | Jakob Schubert    | Yannick Flohé   |

- Dmitrij Šarafutdinov (3):  2007, 2011, 2012
- Tomoa Narasaki (2):  2016, 2019
- Adam Ondra (3):  2014;  2011, 2016
- Rustam Gelmanov (3):  2009;  2011, 2012

### Kombinace
| Rok  | zlato          | stříbro        | bronz            |
| ---- | -------------- | -------------- | ---------------- |
| 2018 | Jakob Schubert | Adam Ondra     | Jan Hojer        |
| 2019 | Tomoa Narasaki | Jakob Schubert | Rišat Chajbullin |

## Výsledky žen

### Obtížnost (ženy)
| Rok  | zlato               | stříbro             | bronz                |
| ---- | ------------------- | ------------------- | -------------------- |
| 1991 | Susi Goodová        | Isabelle Patissier  | Robyn Erbesfieldová  |
| 1993 | Susi Goodová        | Robyn Erbesfieldová | Isabelle Patissier   |
| 1995 | Robyn Erbesfieldová | Laurence Guyon      | Liv Sansozová        |
| 1997 | Liv Sansozová       | Muriel Sarkanyová   | Marietta Uhden       |
| 1999 | Liv Sansozová       | Muriel Sarkanyová   | Jelena Ovčinnikovová |
| 2001 | Martina Čufarová    | Muriel Sarkanyová   | Chloé Minoret        |
| 2003 | Muriel Sarkanyová   | Emilie Pouget       | Sandrine Levet       |
| 2005 | Angela Eiterová     | Emily Harrington    | Akijo Noguči         |
| 2007 | Angela Eiterová     | Muriel Sarkanyová   | Maja Vidmar          |
| 2009 | Johanna Ernstová    | Kim Ča-in           | Maja Vidmar          |
| 2011 | Angela Eiterová     | Kim Ča-in           | Magdalena Röck       |
| 2012 | Angela Eiterová     | Kim Ča-in           | Johanna Ernstová     |
| 2014 | Kim Ča-in           | Mina Markovič       | Magdalena Röck       |
| 2016 | Janja Garnbretová   | Anak Verhoeven      | Mina Markovič        |
| 2018 | Jessica Pilzová     | Janja Garnbretová   | Kim Ča-in            |
| 2019 | Janja Garnbretová   | Mia Krampl          | Ai Mori              |

- Angela Eiterová (4):  2005, 2007, 2011, 2012
- Liv Sansozová (3):  1997, 1999;  1995
- Janja Garnbretová (3):  2016, 2019;  2018
- Muriel Sarkanyová (5):  2003;  1997, 1999, 2001, 2007
- Kim Ča-in (5):  2014;  2009, 2011, 2012;  2018
- Robyn Erbesfieldová (3):  1995;  1993;  1991

### Rychlost (ženy)
| Rok  | zlato                | stříbro            | bronz                |
| ---- | -------------------- | ------------------ | -------------------- |
| 1991 | Isabelle Dorsimond   | Agnès Brard        | Venera Čerešněvová   |
| 1993 | Olga Bibiková        | Isabelle Dorsimond | Renata Piszczek      |
| 1995 | Natalie Richer       | Cécile Avezou      | Renata Piszczek      |
| 1997 | Taťjana Rujgová      | Irina Zaytseva     | Olga Bibiková        |
| 1999 | Olha Zacharovová     | Olena Repko        | Natalia Novikova     |
| 2001 | Olena Repko          | Maja Piratinskaja  | Svetlana Sutkina     |
| 2003 | Olena Repko          | Taťjana Rujgová    | Valentina Jurinová   |
| 2005 | Olena Repko          | Valentina Jurinová | Edyta Ropek          |
| 2007 | Taťjana Rujgová      | Edyta Ropek        | Valentina Jurinová   |
| 2009 | Che Cchuej-lien      | Che Cchuej-fang    | Chunhua Li           |
| 2011 | Marija Krasavinová   | Anna Cyganovová    | Tamara Kuzněcovová   |
| 2012 | Julija Levočkinová   | Julija Kaplinová   | Natalia Titova       |
| 2014 | Alina Gajdamakinová  | Klaudia Buczek     | Aleksandra Rudzińska |
| 2016 | Anna Cyganovová      | Anouck Jaubert     | Julija Kaplinová     |
| 2018 | Aleksandra Rudzińska | Anna Brożek        | Marija Krasavinová   |
| 2019 | Aleksandra Mirosław  | Di Niu             | Anouck Jaubert       |

- Olena Repko (4):  2001, 2003, 2005;  1999
- Taťjana Rujgová (3):  1997, 2007;  2003
- Aleksandra Mirosław (3):  2018, 2019;  2014
- Valentina Jurinová (3):  2005;  2003, 2007

### Bouldering (ženy)
| Rok  | zlato              | stříbro            | bronz                    |
| ---- | ------------------ | ------------------ | ------------------------ |
| 2001 | Myriam Motteau     | Sandrine Levet     | Natalia Perlova          |
| 2003 | Sandrine Levet     | Natalia Perlova    | Fanny Rogeaux            |
| 2005 | Olha Šalahina      | Julija Abramčuková | Věra Kotasová-Kostruhová |
| 2007 | Anna Stöhr         | Akijo Noguči       | Olga Bibiková            |
| 2009 | Julija Abramčuková | Olha Šalahina      | Anna Stöhr               |
| 2011 | Anna Stöhr         | Sasha DiGiulian    | Juliane Wurmová          |
| 2012 | Mélanie Sandoz     | Olga Jakovlevová   | Anna Stöhr               |
| 2014 | Juliane Wurmová    | Alex Puccio        | Akijo Noguči             |
| 2016 | Petra Klinglerová  | Miho Nonaka        | Akijo Noguči             |
| 2018 | Janja Garnbretová  | Akijo Noguči       | Staša Gejo               |
| 2019 | Janja Garnbretová  | Akijo Noguči       | Shauna Coxsey            |

- Anna Stöhr (4):  2007, 2011;  2009, 2012
- Janja Garnbretová (2):  2018, 2019
- Akijo Noguči (5)  2007, 2018, 2019;  2014, 2016

### Kombinace (ženy)
| Rok  | zlato             | stříbro      | bronz           |
| ---- | ----------------- | ------------ | --------------- |
| 2018 | Janja Garnbretová | Sol Sa       | Jessica Pilzová |
| 2019 | Janja Garnbretová | Akijo Noguči | Shauna Coxsey   |

## Nejúspěšnější medailisté

### Muži
| Jméno                    | Celkem | Zlato                                                         | Stříbro                                                                                      | Bronz                               | Disciplíny                       | Období      |
| ------------------------ | ------ | ------------------------------------------------------------- | -------------------------------------------------------------------------------------------- | ----------------------------------- | -------------------------------- | ----------- |
| Adam Ondra               | 11     | Zlatá medaile · Zlatá medaile · Zlatá medaile · Zlatá medaile | Stříbrná medaile · Stříbrná medaile · Stříbrná medaile · Stříbrná medaile · Stříbrná medaile | Bronzová medaile · Bronzová medaile | obtížnost, bouldering, kombinace | 2009 — 2019 |
| Čung Čchi-sin            | 4      | Zlatá medaile · Zlatá medaile · Zlatá medaile · Zlatá medaile |                                                                                              |                                     | rychlost                         | 2007 — 2012 |
| Jakob Schubert           | 8      | Zlatá medaile · Zlatá medaile · Zlatá medaile                 | Stříbrná medaile · Stříbrná medaile · Stříbrná medaile · Stříbrná medaile                    | Bronzová medaile                    | obtížnost, bouldering, kombinace | 2011 — 2019 |
| François Legrand         | 4      | Zlatá medaile · Zlatá medaile · Zlatá medaile                 | Stříbrná medaile                                                                             |                                     | obtížnost                        | 1991 — 1997 |
| Dmitrij Šarafutdinov     | 3      | Zlatá medaile · Zlatá medaile · Zlatá medaile                 |                                                                                              |                                     | bouldering                       | 2007 — 2012 |
| Tomoa Narasaki           | 3      | Zlatá medaile · Zlatá medaile · Zlatá medaile                 |                                                                                              |                                     | bouldering, kombinace            | 2016 — 2019 |
| Tomáš Mrázek             | 4      | Zlatá medaile · Zlatá medaile                                 | Stříbrná medaile                                                                             | Bronzová medaile                    | obtížnost                        | 2001 — 2007 |
| Ramón Julián Puigblanque | 3      | Zlatá medaile · Zlatá medaile                                 | Stříbrná medaile                                                                             |                                     | obtížnost                        | 2007 — 2014 |
| Maksym Stenkovyj         | 3      | Zlatá medaile · Zlatá medaile                                 | Stříbrná medaile                                                                             |                                     | rychlost                         | 2001 — 2005 |
| Patxi Usobiaga Lakunza   | 4      | Zlatá medaile                                                 | Stříbrná medaile · Stříbrná medaile · Stříbrná medaile                                       |                                     | obtížnost                        | 2003 — 2009 |
| Vladimir Něcvetajev      | 3      | Zlatá medaile                                                 | Stříbrná medaile                                                                             | Bronzová medaile                    | rychlost                         | 1993 — 1999 |
| Júdži Hirajama           | 3      |                                                               | Stříbrná medaile · Stříbrná medaile                                                          | Bronzová medaile                    | obtížnost                        | 1991 — 1999 |
| Rustam Gelmanov          | 3      |                                                               | Stříbrná medaile                                                                             | Bronzová medaile · Bronzová medaile | bouldering                       | 2009 — 2012 |
| Tomasz Oleksy            | 3      |                                                               | Stříbrná medaile                                                                             | Bronzová medaile · Bronzová medaile | rychlost, bouldering             | 2001 — 2003 |

### Ženy
| Jméno               | Celkem | Zlato                                                                                         | Stříbro                                                                   | Bronz                                                  | Disciplíny                       | Období      |
| ------------------- | ------ | --------------------------------------------------------------------------------------------- | ------------------------------------------------------------------------- | ------------------------------------------------------ | -------------------------------- | ----------- |
| Janja Garnbretová   | 7      | Zlatá medaile · Zlatá medaile · Zlatá medaile · Zlatá medaile · Zlatá medaile · Zlatá medaile | Stříbrná medaile                                                          |                                                        | obtížnost, bouldering, kombinace | 2016 — 2019 |
| Angela Eiterová     | 4      | Zlatá medaile · Zlatá medaile · Zlatá medaile · Zlatá medaile                                 |                                                                           |                                                        | obtížnost                        | 2005 — 2012 |
| Olena Repko         | 4      | Zlatá medaile · Zlatá medaile · Zlatá medaile                                                 | Stříbrná medaile                                                          |                                                        | rychlost                         | 1999 — 2005 |
| Taťjana Rujgová     | 3      | Zlatá medaile · Zlatá medaile                                                                 | Stříbrná medaile                                                          |                                                        | rychlost                         | 1997 — 2007 |
| Anna Stöhr          | 4      | Zlatá medaile · Zlatá medaile                                                                 |                                                                           | Bronzová medaile · Bronzová medaile                    | bouldering                       | 2007 — 2012 |
| Liv Sansozová       | 3      | Zlatá medaile · Zlatá medaile                                                                 |                                                                           | Bronzová medaile                                       | obtížnost                        | 1995 — 1999 |
| Muriel Sarkanyová   | 5      | Zlatá medaile                                                                                 | Stříbrná medaile · Stříbrná medaile · Stříbrná medaile · Stříbrná medaile |                                                        | obtížnost                        | 1997 — 2007 |
| Kim Ča-in           | 5      | Zlatá medaile                                                                                 | Stříbrná medaile · Stříbrná medaile · Stříbrná medaile                    | Bronzová medaile                                       | obtížnost                        | 2009 — 2018 |
| Robyn Erbesfieldová | 3      | Zlatá medaile                                                                                 | Stříbrná medaile                                                          | Bronzová medaile                                       | obtížnost                        | 1991 — 1995 |
| Sandrine Levet      | 3      | Zlatá medaile                                                                                 | Stříbrná medaile                                                          | Bronzová medaile                                       | obtížnost, bouldering            | 2001 — 2003 |
| Olga Bibiková       | 3      | Zlatá medaile                                                                                 |                                                                           | Bronzová medaile · Bronzová medaile                    | rychlost, bouldering             | 1993 — 2007 |
| Akijo Noguči        | 7      |                                                                                               | Stříbrná medaile · Stříbrná medaile · Stříbrná medaile · Stříbrná medaile | Bronzová medaile · Bronzová medaile · Bronzová medaile | obtížnost, bouldering, kombinace | 2005 — 2019 |
| Valentina Jurinová  | 3      |                                                                                               | Stříbrná medaile                                                          | Bronzová medaile · Bronzová medaile                    | rychlost                         | 2003 — 2007 |

### Čeští Mistři a medailisté
| Šampionát | Disciplína | Lezec/lezkyně            | Zlato         | Stříbro          | Bronz            |
| --------- | ---------- | ------------------------ | ------------- | ---------------- | ---------------- |
| MS 1995   | Rychlost   | Milan Benian             |               | Stříbrná medaile |                  |
| MS 2001   | Obtížnost  | Tomáš Mrázek             |               | Stříbrná medaile |                  |
| MS 2003   | Obtížnost  | Tomáš Mrázek             | Zlatá medaile |                  |                  |
| MS 2005   | Obtížnost  | Tomáš Mrázek             | Zlatá medaile |                  |                  |
| MS 2005   | Bouldering | Věra Kotasová-Kostruhová |               |                  | Bronzová medaile |
| MS 2007   | Obtížnost  | Tomáš Mrázek             |               |                  | Bronzová medaile |
| MS 2007   | Bouldering | Martin Stráník           |               | Stříbrná medaile |                  |
| MS 2009   | Obtížnost  | Adam Ondra               |               | Stříbrná medaile |                  |
| MS 2011   | Obtížnost  | Adam Ondra               |               |                  | Bronzová medaile |
| MS 2011   | Bouldering | Adam Ondra               |               | Stříbrná medaile |                  |
| MS 2012   | Obtížnost  | Adam Ondra               |               |                  | Bronzová medaile |
| MS 2012   | Rychlost   | Libor Hroza              |               | Stříbrná medaile |                  |
| MS 2014   | Obtížnost  | Adam Ondra               | Zlatá medaile |                  |                  |
| MS 2014   | Bouldering | Adam Ondra               | Zlatá medaile |                  |                  |
| MS 2016   | Obtížnost  | Adam Ondra               | Zlatá medaile |                  |                  |
| MS 2016   | Bouldering | Adam Ondra               |               | Stříbrná medaile |                  |
| MS 2018   | Obtížnost  | Adam Ondra               |               | Stříbrná medaile |                  |
| MS 2018   | Kombinace  | Adam Ondra               |               | Stříbrná medaile |                  |
| MS 2019   | Obtížnost  | Adam Ondra               | Zlatá medaile |                  |                  |
| MS 2019   | Rychlost   | Jan Kříž                 |               | Stříbrná medaile |                  |

### Medaile podle zemí
| Pořadí | Země               | 1991 | 1993 | 1995 | 1997 | 1999 | 2001 | 2003 | 2005 | 2007 | 2009 | 2011 | 2012 | 2014 | 2016 | 2018 | 2019 | celkem |
| ------ | ------------------ | ---- | ---- | ---- | ---- | ---- | ---- | ---- | ---- | ---- | ---- | ---- | ---- | ---- | ---- | ---- | ---- | ------ |
| 1.     | Rusko              | 1    | 2    | 1    | 4    | 3    | 2    | 3    | 5    | 5    | 4    | 5    | 7    | 2    | 3    |      |      | 47     |
| 2.     | Francie            | 4    | 2    | 6    | 3    | 1    | 6    | 6    | 2    |      |      |      | 1    |      | 3    |      |      | 34     |
| 3.     | Rakousko           |      |      |      |      |      |      |      | 2    | 2    | 3    | 4    | 5    | 1    | 1    |      |      | 18     |
| 4.     | Ukrajina           |      | 2    | 1    | 1    | 4    | 4    | 3    | 3    |      | 1    | 1    |      | 1    |      |      |      | 21     |
| 5.     | Česko              |      |      | 1    |      |      | 1    | 1    | 2    | 2    | 1    | 2    | 2    | 2    | 2    | 2    | 2    | 20     |
| 6.     | Slovinsko          |      |      |      |      |      | 1    |      |      | 1    | 1    |      |      | 2    | 2    |      |      | 7      |
| 6.     | Japonsko           | 1    | 1    |      |      | 1    |      |      | 1    | 1    |      |      |      | 2    | 3    |      |      | 9      |
| 8.     | Polsko             |      | 1    | 1    |      |      | 1    | 2    | 1    | 1    |      |      |      | 2    | 1    |      |      | 10     |
| 9.     | Německo            | 1    | 1    |      | 1    |      |      |      |      |      |      | 1    |      | 2    |      |      |      | 6      |
| 10.    | USA                | 2    | 1    | 1    | 1    | 1    |      |      | 1    |      |      | 1    |      | 1    |      |      |      | 9      |
| 11.    | Španělsko          |      |      |      | 1    |      |      | 1    | 1    | 2    | 1    | 1    |      | 1    |      |      |      | 8      |
| 11.    | Belgie             | 1    | 1    |      | 1    | 1    | 1    | 1    |      | 1    |      |      |      |      | 1    |      |      | 8      |
| 13.    | Čína               |      |      |      |      |      |      |      |      | 1    | 4    | 1    | 1    |      |      |      |      | 7      |
| 14.    | Švýcarsko          | 1    | 1    | 1    |      |      |      |      |      | 2    |      |      |      |      | 1    |      |      | 6      |
| 15.    | Itálie             |      |      |      |      | 1    | 2    | 1    |      |      |      |      |      |      |      |      |      | 4      |
| 15.    | Jižní Korea        |      |      |      |      |      |      |      |      |      | 1    | 1    | 1    | 1    |      |      |      | 4      |
| 17.    | Kazachstán         | 1    |      |      |      |      |      |      |      |      | 1    | 1    |      |      |      |      |      | 3      |
| 18.    | Írán               |      |      |      |      |      |      |      |      |      |      |      |      | 1    | 1    |      |      | 2      |
| 19.    | Spojené království |      |      |      |      |      |      |      |      |      | 1    |      |      |      |      |      | 2    | 3      |
| 19.    | Venezuela          |      |      |      |      |      |      |      |      | 1    |      |      |      |      |      |      |      | 1      |
| 19.    | Nizozemsko         |      |      |      |      |      |      |      |      | 1    |      |      |      |      |      |      |      | 1      |
| 19.    | Kanada             |      |      |      |      |      |      |      |      |      |      |      | 1    |      |      |      |      | 1      |
| 22     | celkem             | 12   | 12   | 12   | 12   | 12   | 18   | 18   | 18   | 20   | 18   | 18   | 18   | 18   | 18   |      |      | 224    |

### Vítězové podle zemí
| Pořadí | Země        | 1991 | 1993 | 1995 | 1997 | 1999 | 2001 | 2003 | 2005 | 2007 | 2009 | 2011 | 2012 | 2014 | 2016 | 2018 | 2019 | celkem |
| ------ | ----------- | ---- | ---- | ---- | ---- | ---- | ---- | ---- | ---- | ---- | ---- | ---- | ---- | ---- | ---- | ---- | ---- | ------ |
| 1.     | Rusko       |      | 2    |      | 1    |      |      |      | 2    | 2    | 2    | 2    | 2    | 1    | 1    |      |      | 15     |
| 2.     | Francie     | 1    | 1    | 2    | 2    | 1    | 2    | 1    |      |      |      |      | 1    |      |      |      |      | 11     |
| 3.     | Ukrajina    |      |      | 1    |      | 2    | 2    | 2    | 2    |      |      |      |      | 1    |      |      |      | 10     |
| 4.     | Rakousko    |      |      |      |      |      |      |      | 1    | 2    | 1    | 2    | 2    |      |      |      |      | 8      |
| 5.     | Čína        |      |      |      |      |      |      |      |      | 1    | 2    | 1    | 1    |      |      |      |      | 5      |
| 5.     | Česko       |      |      |      |      |      |      | 1    | 1    |      |      |      |      | 2    | 1    |      |      | 5      |
| 7.     | Španělsko   |      |      |      | 1    |      |      |      |      | 1    | 1    | 1    |      |      |      |      |      | 4      |
| 8.     | Itálie      |      |      |      |      | 1    | 1    | 1    |      |      |      |      |      |      |      |      |      | 3      |
| 8.     | Švýcarsko   | 1    | 1    |      |      |      |      |      |      |      |      |      |      |      | 1    |      |      | 3      |
| 10.    | USA         | 1    |      | 1    |      |      |      |      |      |      |      |      |      |      |      |      |      | 2      |
| 10.    | Belgie      | 1    |      |      |      |      |      | 1    |      |      |      |      |      |      |      |      |      | 2      |
| 10.    | Slovinsko   |      |      |      |      |      | 1    |      |      |      |      |      |      |      | 1    |      |      | 2      |
| 13.    | Jižní Korea |      |      |      |      |      |      |      |      |      |      |      |      | 1    |      |      |      | 1      |
| 13.    | Německo     |      |      |      |      |      |      |      |      |      |      |      |      | 1    |      |      |      | 1      |
| 13.    | Polsko      |      |      |      |      |      |      |      |      |      |      |      |      |      | 1    |      |      | 1      |
| 13.    | Japonsko    |      |      |      |      |      |      |      |      |      |      |      |      |      | 1    |      |      | 1      |
| 16     | celkem      | 4    | 4    | 4    | 4    | 4    | 6    | 6    | 6    | 6    | 6    | 6    | 6    | 6    | 6    |      |      | 74     |

## Videozáznamy z Mistrovství světa
Sportovní kanál IFSC na Youtube
| Rok  | Místo      | Pozvánka        | Obtížnost | Obtížnost  | Rychlost  | Rychlost               | Bouldering | Bouldering | Paralezení                 | Jiné            |
| Rok  | Místo      | Pozvánka        | finále    | semifinále | finále    | rekordy                | finále     | semifinále | Paralezení                 | Jiné            |
| ---- | ---------- | --------------- | --------- | ---------- | --------- | ---------------------- | ---------- | ---------- | -------------------------- | --------------- |
| 1991 | Frankfurt  | x               | x         | x          | x         | x                      | —          | —          |                            |                 |
| 1993 | Innsbruck  | x               | x         | x          | x         | x                      | —          | —          |                            |                 |
| 1995 | Ženeva     | x               | x         | x          | x         | x                      | —          | —          |                            |                 |
| 1997 | Paříž      | x               | x         | x          | x         | x                      | —          | —          |                            |                 |
| 1999 | Birmingham | x               | —         | —          | x         | x                      | x          | x          |                            |                 |
| 2001 | Winterthur | x               | x         | x          | x         | x                      | x          | x          |                            |                 |
| 2003 | Chamonix   | x               | x         | x          | x         | x                      | x          | x          |                            |                 |
| 2005 | Mnichov    | x               | x         | x          | x         | x                      | x          | x          |                            |                 |
| 2007 | Avilés     | x               | x         | x          | x         | x                      | x          | x          |                            |                 |
| 2009 | Si-ning    | x               | x         | x          | x         | x                      | x          | x          |                            |                 |
| 2011 | Arco       | pozvánka        | nejlepší  | x          | nejlepší  | Q.Z. rychlostní rekord | nejlepší   | x          |                            | A.O. finále     |
| 2012 | Paříž      | teaser          | muži ženy | muži ženy  | muži ženy | nejrychlejší           | muži ženy  | muži ženy  | muži ženy finále vyhlášení |                 |
| 2014 | Mnichov    | teaser          | —         | —          | —         | —                      | muži/ženy  | muži/ženy  |                            | kval. muži ženy |
| 2014 | Gijón      | x               | muži/ženy | muži/ženy  | muži/ženy | D.B. rychlostní rekord | —          | —          | muži/ženy                  | A.O. finále     |
| 2016 | Paříž      | pozvánka teaser | muži ženy | muži ženy  | muži ženy |                        | muži ženy  | muži ženy  |                            |                 |
| 2018 | Innsbruck  | x               | x         | x          | x         | x                      | x          | x          |                            |                 |
| 2019 | Hačiódži   | x               | x         | x          | x         | x                      | x          | x          |                            |                 |